# Ti Hszin
Csou (Zhou) király (kínai: 紂王; pinjin: Zhòu Wáng; magyar átírás: Csou Vang) volt Sang (Shang)-dinasztia utolsó királyának posztumusz neve, életében Ti Hszin (Dì Xīn)nek (帝辛) nevezték, de szólították még Csou Hszin (Zhòu Xīn)nek (紂辛) is.

## Korai uralkodása
Sze-ma Csien (Sima Qian) A történetíró feljegyzéseiben azt írja Ti Hszin (Di Xin)ről, hogy uralkodásának korai éveiben olyan képességei voltak, amik meghaladták a köznapi emberét. Kivételesen gyors észjárású és hirtelen haragú volt, gyorsan hozta meg a döntéseit. A legendák szerint annyira okos volt, hogy minden vitát megnyert és annyira erős, hogy a vadakat puszta kezével vadászta le. 
Vej Ce (Wei Zi) és Vej Csung (Wei Zhong) fiatalabb testvére volt. Egy gyermeke született Vu Keng (Wu Geng). Apjának Ti Ji (Di Yi)nek két testvére volt: Csi Ce (Ji Zi) és Pi Kan (Bi Gan). Ti Hszin (Di Xin) növelte az akkori Sang (Shang)-dinasztia területét azzal, hogy megküzdött a környező törzsekkel, beleértve a tongji (dongyi) (vagy „keleti ji (yi)”) törzset keleten.

## Késői uralkodása
Késői éveiben elzüllött, elvesztette erényeit. Az ivást és a szép nőket fontosabbnak tartotta a helyes kormányzásnál. Sze-ma Csien (Sima Qian) feljegyzései szerint még orgiákat is tartott az udvarában, ahol erénytelen dolgokat művelt az ágyasaival és erotikus témájú dalokat komponáltak szegényes ritmussal. Legendák szerint romlott felesége, Ta Csi hatására művelte ezeket a dolgokat. Különböző történetekben, példának okáért a Fengsen Janji című könyvben azt írják, hogy egy ártó rókaszellem szállta meg a nőt.
Az egyik időtöltés, amit Ti Hszin különösen élvezett az a "Bor Fürdő és Hús Erdő" (酒池肉林) volt. Egy hatalmas tavat építettek a tenger mellől szedett, csiszolt, ovális alakú kövekből a palota területén, amit színültig töltöttek alkohollal. Ennek a tónak a közepére építettek egy szigetet. A szigetre fákat telepítettek, melynek ágait nyársként használva sült húsokat lógattak a tó fölé. A király a barátaival és ágyasaival együtt kenukon úszott a tó vizén, ha megszomjaztak, akkor a tóból merítettek alkoholt, ha megéheztek, akkor felnyúltak és levették a nyársról a húst. Ez a cselekedet a kínai történelemben ékes példája a pazarlásnak és korrupciónak.
Annak érdekében, hogy lenyűgözze Ta Csi-t létrehozta az "Égő Henger Büntetést" (炮烙之刑), aminek lényege az volt, hogy egy belül üres bronz hengert megtöltöttek szénnel és addig hevítették azt, amíg teljesen fel nem forrósodott. A foglyoknak szó szerint meg kellett ölelniük ezt a hengert, ami lassú és fájdalmas halált eredményezett. 
Ahhoz, hogy fedezni tudja ezeket a költségeket Ti Hszin hatalmas adókat vetett ki. Az emberek szenvedtek és elvesztették hitüket a Sang-dinasztiában. Ti Hszin testvére Vej Ci megpróbálta meggyőzni a királyt, hogy változtasson uralkodási módszerén, de ő nem fogadta meg a tanácsait. Ti Hszin nagybátyja Pi Kang szintén megpróbálkozott jó útra téríteni az uralkodót, neki a király kitépette a szívét azért, hogy lássa, hogy milyen is egy bölcs ember szíve. A történteket megtudva másik nagybátyja, Csi Ci a király unokaöccsével együtt tiltakozásba kezdett, de bebörtönözték, annak vádjával, hogy hazugságot terjeszt.

## Bukása
Amikor a Csou-dinasztia serege, a híres stratéga, Csiang Cija vezetésével legyőzte a Sang-dinasztia csapatait i.e.1046-ban a Muje-i csatában (kínai: 牧野之戰; pinjin: Mùyě zhī zhàn), akkor Ti Hszin összegyűjtötte minden kincsét a palotában és saját magával együtt felgyújtotta azt. Ti Hszin a legpazarlóbb és a legrosszabb példát mutató királyként vonult be  Kína történelmébe. 

## Halála után
A népi mondások szerint halála után Ti Hszin kegyelemért könyörgött az istenekhez. Megkönyörültek rajta és maguk közé fogadták, viszont mivel eddig még nem volt olyan pozíció, ami illett volna az uralkodóhoz, ezért létrehoztak neki egyet és ezzel ő lett a szodómia istensége. Henan tartomány Vejhuj településén templomot is építettek neki.

## Fordítás
Ez a szócikk részben vagy egészben a King Zhou of Shang című angol Wikipédia-szócikk ezen változatának fordításán alapul.  Az eredeti cikk szerkesztőit annak laptörténete sorolja fel. Ez a jelzés csupán a megfogalmazás eredetét és a szerzői jogokat jelzi, nem szolgál a cikkben szereplő információk forrásmegjelöléseként.